# コルデノンス
コルデノーンス（伊: Cordenons）は、イタリア共和国フリウリ＝ヴェネツィア・ジュリア州ポルデノーネ県にある、人口約18,000人の基礎自治体（コムーネ）。県都ポルデノーネの北東に隣接し、県内第3位の人口を持つコムーネである。

## 地理

### 位置・広がり
ポルデノーネ県南部のコムーネである。コルデノーンスの町は、ポルデノーネの北東約5km、ウーディネの西南西約42km、ヴェネツィアの北東約68km、州都トリエステの西北西約91mに位置する。

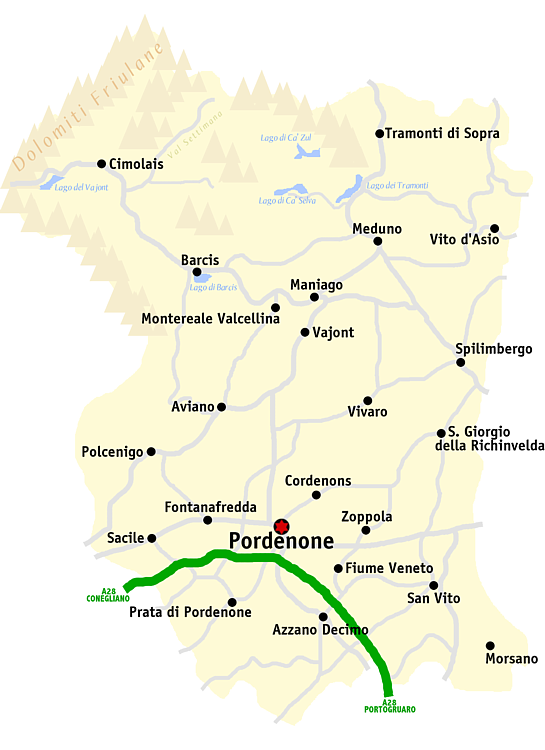
ポルデノーネ県概略図

#### 隣接コムーネ
- ポルデノーネ
- サン・ジョルジョ・デッラ・リキンヴェルダ
- サン・クイリーノ
- ヴィヴァーロ
- ゾッポラ

### 気候分類・地震分類
コルデノンスにおけるイタリアの気候分類 (it) および度日は、zona E, 2496 GGである。
また、イタリアの地震リスク階級 (it) では、zona 2 (sismicità media) に分類される。

## 行政

### 分離集落
コルデノンスには、以下の分離集落（フラツィオーネ）がある。
- Nogaredo, Pasch, Romans, Sclavons, Villa d'Arco